# Phryxe arvensis
Phryxe arvensis är en tvåvingeart som beskrevs av Robineau-desvoidy 1830. Phryxe arvensis ingår i släktet Phryxe och familjen parasitflugor.
Artens utbredningsområde är Italien. Inga underarter finns listade i Catalogue of Life.